# Yamaha Royal Star Venture

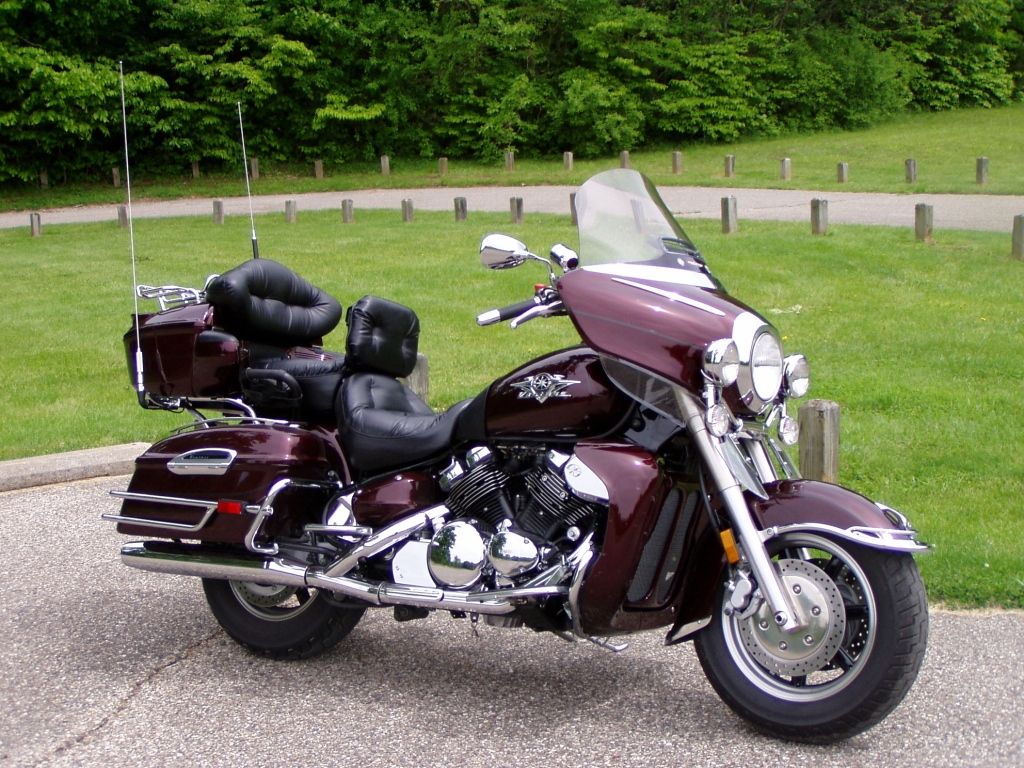
Yamaha Royal Star Venture

Yamaha Royal Star Venture — розкішний мотоцикл класу турер побудований компанією Yamaha Motor Company. Він був представлений в 1999 році і виготовляється без змін. 
Хоча Yamaha відродила ім'я Venture, яке вона використовувала з 1983 по 1993 рік в моделі Venture Royale, мотоцикл є трохи іншим ніж його попередник, за винятком перевірених часом двигуна V4 з рідинним охолодженням і приводним валом.